# 5047 Zanda
5047 Zanda è un asteroide della fascia principale. Scoperto nel 1981, presenta un'orbita caratterizzata da un semiasse maggiore pari a 2,5311622 UA e da un'eccentricità di 0,1365499, inclinata di 5,48950° rispetto all'eclittica.